# Didier Wampas
 (septembre 2016).
Si vous disposez d'ouvrages ou d'articles de référence ou si vous connaissez des sites web de qualité traitant du thème abordé ici, merci de compléter l'article en donnant les références utiles à sa vérifiabilité et en les liant à la section « Notes et références ».
Didier Wampas, de son vrai nom Didier Chappedelaine, est un auteur-compositeur-interprète français né en 1962 à Paris, chanteur des Wampas, groupe de rock qu'il a fondé en 1983. En 2011, il entame une carrière solo, qu'il continue en 2013, accompagné par le groupe Bikini Machine.

## Biographie
Didier Wampas est né le 19 février 1962 à Paris.
Il est parfois considéré comme une exception dans le paysage du rock français, du fait que malgré une trentaine d’années passées en tant que leader de son groupe Les Wampas, il a conservé son emploi d'électricien dans une société de transports publics dans la région parisienne, à la RATP, jusqu'au 31 mai 2012 à 14 heures, date à laquelle il est parti « en retraite » à l'âge de 50 ans et 3 mois, selon ses dires dans l'émission On n'est pas couché du 2 juin 2012. Il a souvent déclaré que ce statut lui permet de ne pas être dépendant des chiffres de ventes de CD et de pouvoir conserver une véritable indépendance artistique. 
Arrivés sur la scène punk rock en France, après Bérurier noir et Parabellum, les Wampas sont l'un des rares groupes de cette époque à être restés en activité après les années 1980[réf. nécessaire]. Didier Wampas est surtout connu pour ses textes humoristico-trash ou faussement juvéniles qu'il chante d'une voix parfois à la limite de la justesse. Il est également réputé pour son jeu de scène, chaque concert comportant des improvisations, des costumes extravagants, des micros cassés, des déambulations dans le public… Parmi ses habitudes, il invite les femmes présentes dans le public à monter sur scène lors des chansons Petite fille et Où sont les femmes où il va embrasser le public pendant de longues minutes lors de la chanson Kiss. 
Le grand public l'a pour sa part découvert lors de passages "déjantés" dans des émissions télévisées Top of the pops et Les Victoires de la musique en 2004. Le 26 juin 2010, il fait la première partie d'Indochine au Stade de France. Après dix albums enregistrés avec son groupe, Didier Wampas sort son premier album solo Taisez-moi en 2011. Une tournée suit la sortie de l'album à l'automne de cette même année et en 2012.

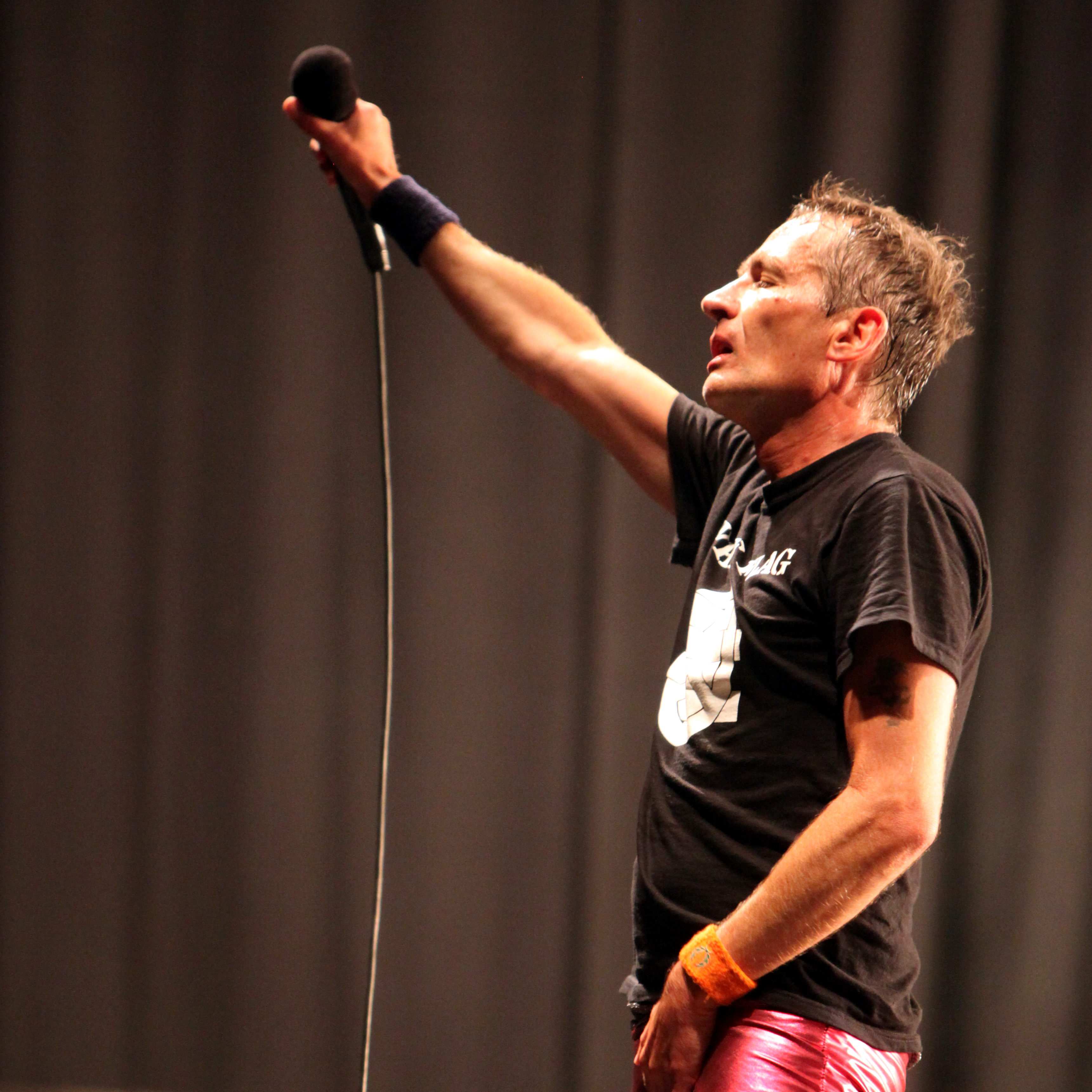
Didier Wampas, festival Balelec, 2011

Depuis 1996, il signe avec le producteur Tony Vercetti.
Début 2013, Didier Wampas et le groupe de Rennes Bikini Machine partent à Londres où ils enregistrent un nouvel album Comme dans un garage dans le Toe Rag Studio du producteur Liam Watson.
Depuis 2011, il tourne avec un nouveau groupe nommé Sugar & Tiger où sa fiancée Florence (alias Sugar) chante, ses enfants tiennent la guitare et la batterie et lui est le guitariste. Le groupe a sorti quatre albums : Télévisage (2014), Thixotropic (2016), Hespérie (2019) et Cristal Temporel (2022). Un cinquième album, Flash, est prévu pour le 4 avril 2025.
En 2015, il propose à Viktor Huganet de faire un album de country québécois.
Ils fondent le groupe Les Maudits Français et sortent leur album en 2017.
En 2024, il publie des anecdotes dans ses mémoires, où il raconte avec sa franchise sa jeunesse, ses influences, sa philosophie, et "commente au fil des pages chacune de ses chansons".

## Discographie

### Albums
L'album Taisez-moi est diffusé en deux versions distinctes : la première est encodée en stéréo, la seconde en mono.
L'album Comme dans un garage est paru le 15 avril 2013 en format numérique.

### Participations
- 2005 : Alice et June, album de Indochine, duo sur Harry Poppers
- 2006 : Blonde dans la Casbah, album de Biyouna, duo sur Merci pour tout (C'que j'n'ai pas)
- 2007 : Universale Douleur, album de Juge Fulton, duo sur Je Suis Un Artiste
- 2007 : Compilation Rock'N'Roll Energy Drink, duo sur Toi Tu Parles Des Filles avec Les Suprêmes Dindes
- 2009 : On n'est pas là pour se faire engueuler !, album hommage à Boris Vian. Reprise de Rock and Roll-mops
- 2009 : Régine's Duets, album de Régine. Duo sur La grande Zoa
- 2009 : Autopsy, album de Bijou SVP. Trio sur La Fille du Père Noël avec Bernie Bonvoisin et Bijou SVP
- 2009 : New Yorker, album d'Hugues Aufray. Duo sur Tout l'monde un jour s'est planté (Rainy Day Women)
- 2010 : Best Off, album d'Opium Du Peuple. Duo sur Le Téléphone pleure, reprise de Claude François
- 2013 : La Vie d'écolier sur l'album Enfantillages 2 d'Aldebert
- 2013 : Punks au Liechtenstein sur l'album Septième ciel des Fatals Picards
- 2013 : Trop méchante duo avec Les Soucoupes Violentes
- 2014 : A French Tribute to Jay Reatard, reprise de Tiny Little Home avec Bikini Machine
- 2016 : Les Crocodiles sur le premier album de Minibus, trio musical et familial formé par deux anciens membres des Satellites et de Pigalle
- 2017 : Le zizi, en duo avec François Morel sur l'album hommage à Pierre Perret Au café du canal
- 2018 : Il interprète José le furet, dans le conte musical Le Grand Voyage d’Annabelle.
- 2019 : Fast burn sur l'album Turn bizarre de Livingstone
- 2020 : Elle ne voulait pas, avec Tagada Jones.
- 2021 : On fait comment - Les Désallumés sur l'album Manchester 82.
- 2023 : Sick Sad Word - Volume 4 : reprise de Je danse le mia d'IAM[7]